# Carnosauria
A Carnosauria a nagy méretű ragadozó dinoszauruszok egy csoportja, amely a jura és kréta időszakokban élt. Bár eredetileg sokféle, egymással közeli rokonságban nem álló óriás theropodát soroltak ide, az időközben újradefiniált csoport már csak az allosauroideákat és legközelebbi rokonaikat tartalmazza. Később a tudósok felfedeztek néhány, a carcharodontosauridák családjába tartozó, igen nagy méretű carnosaurust, például a Giganotosaurust és a Tyrannotitant, melyek a legnagyobb ismert húsevő dinoszauruszok közé tartoznak.
A carnosaurusok egyedi jellemzői a nagy szemek, a hosszú és keskeny koponya, valamint a lábak és a medence módosulásai (mint például a sípcsontnál hosszabb combcsont).

## Rendszertan
A modern kladisztikai elemzés szerint a Carnosauria azon tetanuránok csoportja, amelyek az Allosaurusszal a modern madarakhoz viszonyítva újabb keletű közös őssel rendelkeznek.

### Taxonómia
A Carnosauria alrendágat hagyományosan a nagy méretű theropodák szemétkosár-taxonjaként használták, de az 1980-as és 1990-es években végzett elemzések feltárták, hogy a mérettől eltekintve a csoport nagyon kevés közös jellemzővel rendelkezett, ezért polifiletikusnak számít. A legtöbb egykori carnosaurust átsorolták a kezdetlegesebb theropodák közé. A madarakhoz közelebb állókat a Coelurosauria kládba, például a tyrannosauridák családjába helyezték át. A további volt carnosaurusok közé tartoznak a megalosauridák, a spinosauridák és a ceratosaurusok. A carnosaurusok közé nem dinoszaurusz hüllők is tartoztak, például a rauisuchia Teratosaurus.
- Carnosauria alrendág
  - Erectopus
  - Fukuiraptor
  - Gasosaurus?
  - Megaraptor?
  - Monolophosaurus
  - Siamotyrannus
  - Allosauroidea öregcsalád
    - Becklespinax?
    - Allosauridae család
    - Carcharodontosauridae család
    - Sinraptoridae család

## „Carnosaurus”
A „Carnosaurus” egy nem hivatalos nem, amely Friedrich von Huene-től, 1929-ből származik, és néha feltűnik a dinoszaurusz listákon. Lehetséges, hogy elírás; von Huene meghatározatlan bizonytalan helyzetű (incertae sedis) maradványokat akart az Carnosauriához kapcsolni, de valahol a publikálási folyamat során a szöveg úgy módosult, mintha egy új, „Carnosaurus” nevű nemet próbált volna létrehozni. A név leírás nélkül maradt és jelenleg már nem használják.

## Fordítás
- Ez a szócikk részben vagy egészben a Carnosauria című angol Wikipédia-szócikk ezen változatának fordításán alapul.  Az eredeti cikk szerkesztőit annak laptörténete sorolja fel. Ez a jelzés csupán a megfogalmazás eredetét és a szerzői jogokat jelzi, nem szolgál a cikkben szereplő információk forrásmegjelöléseként.